# Godega di Sant'Urbano
Godega di Sant'Urbano là một đô thị ở tỉnh Treviso trong vùng Veneto, có cự ly khoảng 60 km về phía bắc của Venice và khoảng 30 km về phía đông bắc của Treviso. Tại thời điểm ngày 31 tháng 12 năm 2004, đô thị này có dân số 6.045 người và diện tích là 24,3 km².
Đô thị Godega di Sant'Urbano có các frazioni (các đơn vị trực thuộc, chủ yếu là các làng) Pianzano and Bibano.
Godega di Sant'Urbano giáp các đô thị: Codognè, Colle Umberto, Cordignano, Gaiarine, Orsago, San Fior.